# Масиейра (Санта-Катарина)
Масиейра (порт. Macieira)  —  муниципалитет в Бразилии, входит в штат Санта-Катарина. Составная часть мезорегиона Запад штата Санта-Катарина. Входит в экономико-статистический  микрорегион Жоасаба. Население составляет 1629 человек на 2006 год. Занимает площадь 260,072 км². Плотность населения — 6,3 чел./км².

## История
Город основан 30 марта 1992 года.

## Статистика
- Валовой внутренний продукт на 2003 составляет 11.010.814,00 реалов (данные: Бразильский институт географии и статистики).
- Валовой внутренний продукт на душу населения на 2003 составляет 6.277,55 реалов (данные: Бразильский институт географии и статистики).
- Индекс развития человеческого потенциала на 2000 составляет 0,772 (данные: Программа развития ООН).